# Budd Dwyer
Budd Dwyer, właśc. Robert Budd Dwyer (ur. 21 listopada 1939 w St. Charles w Missouri, zm. 22 stycznia 1987 w Harrisburgu w Pensylwanii) – amerykański polityk, skarbnik stanowy Pensylwanii.

## Życiorys
W 1980 w Pensylwanii odkryto, iż urzędnicy państwowi nadpłacali podatek federalny z powodu błędów wyliczeń potrąceń. Wiele firm księgowych rywalizowało o wielomilionowe umowy w celu określenia właściwego wynagrodzenia każdego pracownika. W 1986 Dwyer został skazany za otrzymanie łapówki od firmy z Kalifornii próbującej zdobyć kontrakt. Podczas trwania procesu i po skazaniu stale twierdził, że był niewinny i że został wrobiony.
Na znak protestu 22 stycznia 1987 na konferencji prasowej popełnił spektakularne samobójstwo. Wyciągnął rewolwer Magnum 357, włożył lufę do ust i na oczach dziennikarzy pociągnął za spust. Miał żonę Joanne, syna Roba i córkę Deedee.
W filmie Honest Man: The Life of R. Budd Dwyer z 2010, William Smith, człowiek, którego zeznania doprowadziły do skazania Dwyera, oświadczył, że kłamał pod przysięgą, aby złagodzić własny wyrok, wyjawiając tym samym, iż oskarżenia przeciwko Dwyerowi były fałszywe, jak też głosi tytuł filmu.